# Hideto Takahashi
Hideto Takahashi (Isesaki, Prefectura de Gunma, Japó, 17 d'octubre de 1987) és un futbolista japonès. Va disputar 7 partits amb la selecció japonesa.